# Fliegerhorst Schongau

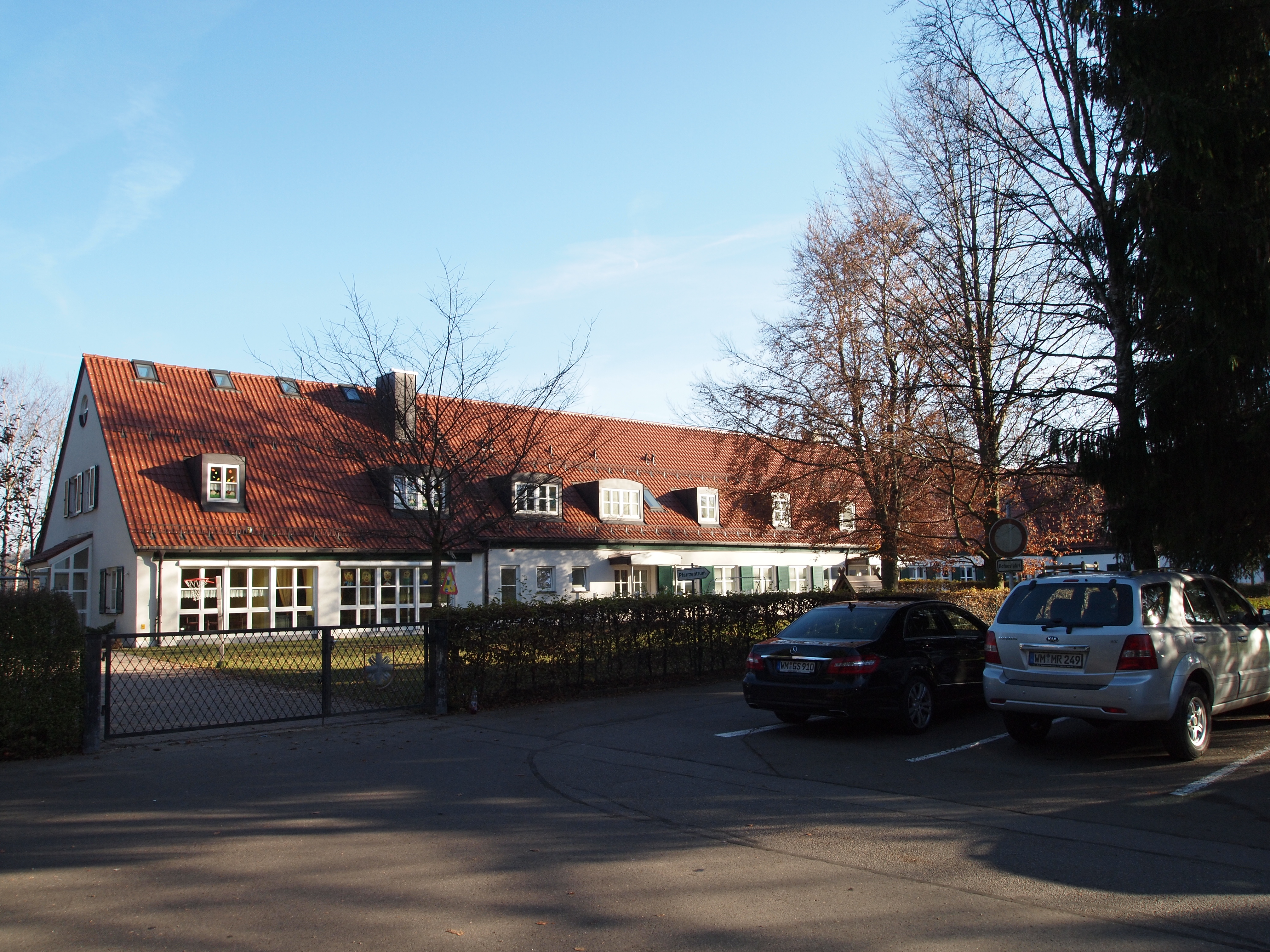
Gebäude des ehemaligen Offizierskasino des Fliegerhorsts an der Schönlinder Straße

Der Fliegerhorst Schongau war ein Militärflugplatz in der oberbayerischen Stadt Schongau. Er befand sich westlich der Stadt zwischen Altenstadt und Schongau und ist heute fast vollständig mit  Wohn- und Gewerbegebieten überbaut.
Das Gelände des Fliegerhorstes wurde ab 1938 für die Luftwaffe der Wehrmacht errichtet. Es erstreckte sich in West-Ost-Ausdehnung etwa von der heutigen Sonnenstrasse in Altenstadt bis zur heutigen Schönlinder Straße in Schongau. Im Norden wurde das Gelände von der Altenstadter/Schongauer Straße, im Süden etwa von der heutigen Säulingstraße begrenzt. Das Flugfeld war nach Norden ausgerichtet, das Umspannwerk Schongau steht genau auf dem ehemaligen Gras-Rollfeld. Der Technische Bereich mit Hallen war im Nordwesten der Anlage im heutigen Altenstadter Gewerbegebiet, etwa zwischen Schäfgasse und Wettersteinstraße. Ab 1939 waren hier überwiegend Ausbildungseinheiten der Luftwaffe, wie das Fliegerausbildungsregiment 23 (später umbenannt in Flugzeugführerschule A/B 23) und die Flakartillerieschule IV stationiert. Mit der IV. Gruppe des Jagdgeschwaders 3 (IV./JG 3) mit der Focke-Wulf Fw 190A-8 und der II./JG 53 mit der Messerschmitt Bf 109G/K lagen in der Endphase des Zweiten Weltkrieges auch aktive fliegende Einheiten hier.
Nach der Besetzung durch die US-Armee im Frühjahr 1945 erhielt der Flugplatz die alliierte Bezeichnung Advanced Landing Ground ALG R-79. In einer der Flugzeughallen  wurde in der Nachkriegszeit das Altenstädter Agfa-Werk eingerichtet.
Von der Altbebauung ist heute fast nichts mehr erkennbar. Erhalten ist das ehemalige Offizierskasino, das heute den Kindergarten St. Johannes in Schongau beherbergt.